# 图尔丹
图尔丹（法語：Tourdun，法語發音：[tuʁdœ̃]）是法国热尔省的一个市镇，属于米朗德区。

## 地理
图尔丹（43°32'55"N, 0°9'7"E）面积6.95 平方千米，位于法国奧克西塔尼大區热尔省，该省份为法国西南部内陆省份，北起顺时针与洛特-加龙省、塔恩-加龙省、上加龙省、上比利牛斯省、大西洋比利牛斯省和朗德省接壤。
与图尔丹接壤的市镇（或旧市镇、城区）包括：阿尔穆和科、博马尔谢、库尔蒂、瑞亚克、马尔西亚克、雪拉克和弗卢雷斯。

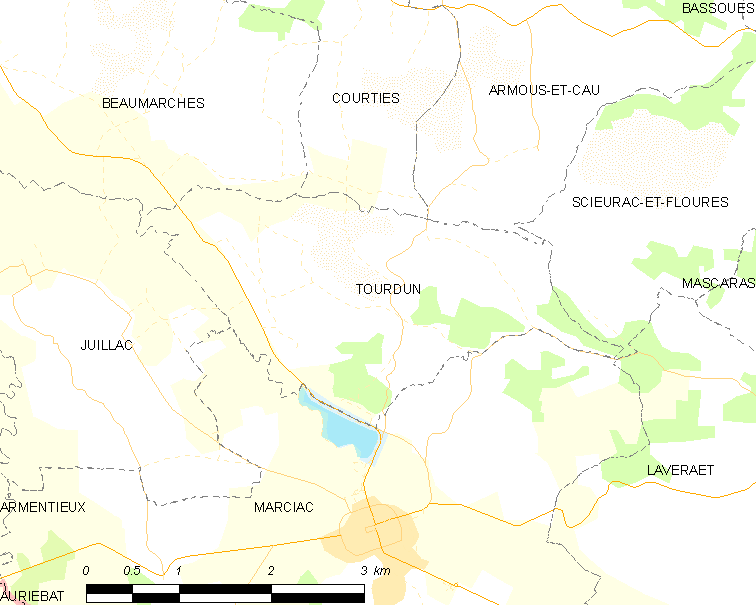
图尔丹的OSM定位图

图尔丹的时区为UTC+01:00、UTC+02:00（夏令时）。

## 行政
图尔丹的邮政编码为32230，INSEE市镇编码为32450。

## 政治
图尔丹所属的省级选区为帕尔迪亚克-下河县。

## 人口

1962-2008年间图尔丹人口变化图示

图尔丹于2022年1月1日时的人口数量为126人。